# Olle Dahlberg
Sven Olof Wilhelm „Olle“ Dahlberg (* 4. Oktober 1928 in Sollefteå; † 13. Mai 1997 in Härnösand) war ein schwedischer Eisschnellläufer.

## Werdegang
Dahlberg, der für den IFK Kiruna und den IF Castor aus Östersund startete, nahm von 1951 bis 1960 an internationalen Wettbewerben teil und errang dabei bei der Mehrkampf-Weltmeisterschaft 1953 in Helsinki den 22. Platz im Großen Vierkampf. In der Saison 1954/55 lief er bei der Mehrkampfeuropameisterschaft 1955 in Falun auf den sechsten Platz und bei der Mehrkampf-Weltmeisterschaft 1955 in Moskau auf den 17. Rang im Großen Vierkampf. Nach mehreren Podestplatzierungen zu Beginn der Saison 1955/56, wurde er bei den Olympischen Winterspielen 1956 in Cortina d’Ampezzo Achter über 10.000 m und Siebter über 5000 m. Es folgte der 13. Platz bei der Mehrkampf-Weltmeisterschaft 1956 in Oslo und der 24. Rang bei der Mehrkampfeuropameisterschaft 1956 in Helsinki. In den folgenden Jahren kam er bei der Mehrkampfeuropameisterschaft 1957 in Oslo auf den vierten Platz, bei der Mehrkampf-Weltmeisterschaft 1957 in Östersund auf den 12. Rang, bei der Mehrkampfeuropameisterschaft 1958 in Eskilstuna auf den 25. Platz, bei der Mehrkampf-Weltmeisterschaft 1958 in Helsinki auf den sechsten Rang und bei der Mehrkampf-Weltmeisterschaft 1959 in Oslo auf den 31. Platz im Großen Vierkampf. Zudem wurde er von 1957 bis 1960 viermal in Folge schwedischer Meister im Großen Vierkampf. In seiner letzten aktiven Saison 1959/60 erreichte er bei der Mehrkampfeuropameisterschaft 1960 in Oslo den neunten Platz im Großen Vierkampf und bei den Olympischen Winterspielen 1960 in Squaw Valley den 30. Platz über 500 m, den 18. Rang über 1500 m, den 13. Platz über 5000 m sowie den siebten Rang über 10.000 m.

## Erfolge

### Olympische Spiele
- 1956 Cortina d’Ampezzo: 7. Platz 5000 m, 8. Platz 10.000 m
- 1960 Squaw Valley: 7. Platz 10.000 m, 13. Platz 5000 m, 18. Platz 1500 m, 30. Platz 500 m

### Mehrkampf-Weltmeisterschaften
- 1953 Helsinki: 22. Platz Großer Vierkampf
- 1955 Moskau: 17. Platz Großer Vierkampf
- 1956 Oslo: 13. Platz Großer Vierkampf
- 1957 Östersund: 12. Platz Großer Vierkampf
- 1958 Helsinki: 6. Platz Großer Vierkampf
- 1959 Oslo: 31. Platz Großer Vierkampf

### Mehrkampf-Europameisterschaften
- 1955 Falun: 6. Platz Großer Vierkampf
- 1956 Helsinki: 24. Platz Großer Vierkampf
- 1957 Oslo: 4. Platz Großer Vierkampf
- 1958 Eskilstuna: 25. Platz Großer Vierkampf
- 1960 Oslo: 9. Platz Großer Vierkampf

## Persönliche Bestleistungen
| Disziplin | Zeit        | Datum             | Ort          |
| --------- | ----------- | ----------------- | ------------ |
| 500 m     | 42,8 s      | 15. Februar 1960  | Squaw Valley |
| 1000 m    | 1:31,7 min  | 10. Dezember 1956 | Kiruna       |
| 1500 m    | 2:11,0 min  | 17. Februar 1960  | Squaw Valley |
| 3000 m    | 4:52,1 min  | 26. Dezember 1959 | Trondheim    |
| 5000 m    | 7:56,9 min  | 16. Februar 1960  | Squaw Valley |
| 10.000 m  | 16:34,6 min | 27. Februar 1960  | Squaw Valley |